# Charaxes plateni
Espèce
Charases plateni est une espèce d'insectes lépidoptères  appartenant à la famille des Nymphalidae, à la sous-famille des Charaxinae et au genre Charaxes.

## Dénomination
Charaxes plateni a été nommé par Staudinger en 1889.

## Évolution
Charaxes plateni fait partie du clade bernardus et c'est un de ceux qui s'est différencié le plus tôt. En effet tout le clade bernardus descendrait d'un ancêtre commun de Palawan, ancêtre des deux espèces endémiques de Palawan, Charaxes bupalus et Charaxes plateni.

## Description
Charaxes  plateni est un grand papillon au dessus cuivre et marron. Les ailes antérieures sont très concaves avec une très large bande marginale marron qui, aux postérieures  va en s'amincissant et n'occupe que les 2/3 de la bordure de l'aile (elle est absente vers la partie anale). Les ailes postérieures s'ornent d'une ligne submarginale de taches marron pupillées de blanc.
Le dessous est beige avec des veines foncées bien visibles.

## Écologie et distribution
Il est présent uniquement à Palawan,  une ile des Philippines.

### Protection
Pas de protection : il est en vente libre sur internet.